# 朱謀𩔇
樂安康懿王朱謀𩔇（1545年5月25日—1631年），字德配，號小遐，明朝寧藩第五代樂安王，樂安敬裕王朱多焿的庶長子。

## 生平
嘉靖二十四年四月十五日（1545年5月25日）生。後封鎮國將軍。萬曆四十三年（1615年），改封樂安長子。天啟二年（1622年），襲封樂安王。
崇禎四年（1631年）七月，朱謀𩔇去世，享年八十七歲，諡號康懿。嫡長子朱統鑍後襲爵。

## 家庭

### 妻
- 李氏（1544年－）[1]，初冊為鎮國將軍夫人、樂安長子夫人，天啟二年（1622年）冊為樂安王妃[4]。

### 子
- 嫡長子：樂安王朱統鑍[5]